# HD38943
HD38943 є хімічно пекулярною зорею спектрального класу
A й має видиму зоряну величину в смузі V приблизно  8,7.